# Berufsverband der Deutschen Urologie
Der Berufsverband der Deutschen Urologie e.V. (BvDU) ist ein eingetragener Verein mit Sitz in Berlin mit dem Ziel, für die beruflichen und berufspolitischen Interessen seiner Mitglieder einzutreten. Der Verein hat ca. 2.500 Mitglieder (Stand 28. Oktober 2021).

## Geschichte
Gründungsversammlung des „Berufsverband der deutschen Fachärzte für Urologie e. V.“ in Bad Wildungen am 29. Mai 1954 durch 30 Urologen auf Einladung durch Kurt Schneider, initiiert von Karl Heusch im Auftrag der Deutschen Gesellschaft für Urologie. Im Jahr 1972 dann Umbenennung in „Berufsverband der Deutschen Urologen e. V.“ und im Jahr 2022 in "Berufsverband der Deutschen Urologie e.V. Zum Gründungsvorstand gehörten Kurt Schneider (Präsident 1954–1959), Fritz May, Clement Leyh, Klaus Kraft und Paul Thelen.
Als erster fachärztlicher Berufsverband erfolgte im Herbst 1990 die Zusammenführung der beiden urologischen Berufsverbände West und Ost.

## Ziele
Der Verband vertritt die berufsständischen und wirtschaftlichen Interessen seiner Mitglieder gegenüber Kassenärztlichen Vereinigungen, Ärztekammern, Bundesregierung, Ministerien, Gesundheitsbehörden, internationalen Institutionen, Standesorganisationen und der Öffentlichkeit. Er berät und unterstützt seine Mitglieder in fachlichen, wirtschaftlichen und berufsrechtlichen Fragen (z. B. Zivilrecht, Strafrecht, Arbeitsrecht, Sozialrecht, Vertragsrecht). Er fördert die nationale und internationale Zusammenarbeit auf dem Gebiet der Urologie, die berufliche Fortbildung und wirkt an der Gestaltung der Weiterbildungsordnung sowie des Berufsbildes mit.

## Struktur
Mitglied des Vereins kann auf Antrag jeder Urologe, auch junge Ärzte in Weiterbildung, werden. Die Organe des Vereins sind die Mitgliederversammlung, der Hauptausschuss, das Präsidium, die Landesverbände (19), die Landesvorstände, Arbeitskreise, Sachausschüsse, der Ehrenrat und der Ehrenpräsident. Die Geschäftsstelle des Verbandes befindet sich in Berlin. Geschäftsführer ist Roland Zielke.
Im Herbst 2016 wurde die SgDU Servicegesellschaft der Deutschen Urologie mbH als hundertprozentige Tochtergesellschaft des Berufsverbandes der Deutschen Urologie gegründet. Sie bündelt dessen Service-, Beratungs- und Vertragsdienstleistungen.

## Publikationsorgane
- „Die Urologie“ – offizielles Publikationsorgan der Deutschen Gesellschaft für Urologie und des Berufsverbandes der Deutschen Urologie e.V., Springer Medizin c/o Springer-Verlag GmbH, Tiergartenstr. 17, 69121 Heidelberg, ISSN 0340-2592
- BvDU-Newsletter – Informationsdienst aus dem Vorstand für BvDU-Mitglieder
- UroSpektrum –  Notizen aus Berufsverband und Servicegesellschaft der Deutschen Urologie
- Aktuelle Rundschreiben auf Bundes- und Landesebene

## Zusammenarbeit
Der Berufsverband der Deutschen Urologie e.V. arbeitet mit folgenden nationalen und internationalen Organisationen zusammen:
- Deutsche Gesellschaft für Urologie e.V.
- German Society of Residents in Urology
- European Board of Urology
- Spitzenverband Fachärzte Deutschlands e.V.

### Präsidenten
- Kurt Schneider, München (1954–1959)
- Wolfgang Knipper, Hamburg (1959–1974)
- Dieter Heck, Mannheim (1974–1987)
- Klaus Schalkhäuser, Dorfen (1987–2006)
- Martin Bloch, Hamburg (2006–2010)
- Axel Schroeder, Neumünster (2010–2021)
- Catrin Steiniger, Lübbenau (2021–2023)
- Axel Belusa, Chemnitz (seit 2023)

## Belege
1. ↑  Aktuelle Stellenanzeige bei Indeed
2. ↑  Organe & Strukturen. Abgerufen am 28. Oktober 2021 (deutsch).